# Michel Pansard
Michel Armand Alexis Jean Pansard (Rennes, 16 luglio 1955) è un vescovo cattolico francese, dal 1º agosto 2017 vescovo di Évry-Corbeil-Essonnes.

## Biografia
È nato a Rennes nel 1955 da una famiglia originaria di Plénée-Jugon. Suo padre era un ingegnere nel settore automobilistico, sua madre un'impiegata.

### Formazione e ministero sacerdotale
Dopo aver studiato presso il seminario Saint-Sulpice di Issy-les-Moulineaux, ha conseguito la licenza in teologia presso l'Istituto cattolico di Parigi.
È stato ordinato sacerdote il 19 giugno 1982 dal vescovo di Nanterre Jacques Marie Delarue, iniziando il suo ministero a Sceaux come vicario e cappellano dei collegi.
Nel 1985 è stato inviato in missione di studio all'Istituto cattolico di Parigi. Nel 1998 è diventato docente di teologia dogmatica e direttore del seminario Saint-Sulpice a Issy-les-Moulineaux. Nel 2000 è stato nominato vicario generale della diocesi di Nanterre.

### Ministero episcopale
Il 21 dicembre 2005 papa Benedetto XVI lo ha nominato vescovo di Chartres, ricevendo la consacrazione episcopale il 5 febbraio 2006 dalle mani dell'arcivescovo Bernard-Nicolas Aubertin, arcivescovo di Tours e suo predecessore a Chartres, co-consacranti i vescovi Gérard Daucourt, vescovo di Nanterre, e Francis Deniau, vescovo di Nevers.
Durante il suo episcopato a Chartres ha ristrutturato la diocesi, riducendo il numero delle parrocchie a 23. Ha trasferito i servizi diocesani, la radio diocesana e l'assistenza cattolica e li ha riuniti in una nuova sede diocesana, allestita nell'ex convento delle Visitandine a Chartres. Infine, nel 2017, durante la Settimana santa, ha condotto la diocesi in avvicinamento sinodale.
Nel 2008 ha commissionato all'orafo Goudji alcuni vasi liturgici, mentre nel 2017 una monumentale croce sospesa sopra l'altare della cattedrale, all'incrocio del transetto. 
Il 1º agosto 2017 papa Francesco lo ha nominato vescovo di Évry-Corbeil-Essonnes, dove si è insediato il 1º ottobre seguente.
Nel 2020 ha avviato il sinodo diocesano. 
In seno alla Conferenza episcopale francese è stato membro del Consiglio per le questioni familiari e sociali dal 2007 al 2011, poi presidente del Consiglio per i movimenti e le associazioni di fedeli dal 2011 al 2017, divenendo poi membro della Commissione episcopale per la liturgia e la pastorale sacramentale.

## Genealogia episcopale
La genealogia episcopale è:
- Cardinale Guillaume d'Estouteville, O.S.B.Clun.
- Papa Sisto IV
- Papa Giulio II
- Cardinale Raffaele Riario
- Papa Leone X
- Papa Paolo III
- Cardinale Francesco Pisani
- Cardinale Alfonso Gesualdo
- Papa Clemente VIII
- Cardinale Pietro Aldobrandini
- Cardinale Laudivio Zacchia
- Cardinale Antonio Barberini, O.F.M.Cap.
- Cardinale Nicolò Guidi di Bagno
- Arcivescovo François de Harlay de Champvallon
- Cardinale Louis-Antoine de Noailles
- Vescovo Jean-François Salgues de Valderies de Lescure
- Arcivescovo Louis-Jacques Chapt de Rastignac
- Arcivescovo Christophe de Beaumont
- Cardinale César-Guillaume de La Luzerne
- Arcivescovo Gabriel Cortois de Pressigny
- Arcivescovo Hyacinthe-Louis de Quélen
- Vescovo Louis-Charles Féron
- Vescovo Pierre-Alfred Grimardias
- Cardinale Guillaume-Marie-Romain Sourrieu
- Cardinale Léon-Adolphe Amette
- Arcivescovo Benjamin-Octave Roland-Gosselin
- Cardinale Paul-Marie-André Richaud
- Cardinale Paul Joseph Marie Gouyon
- Arcivescovo Pierre Plateau
- Arcivescovo Bernard-Nicolas Jean-Marie Aubertin, O.Cist.
- Vescovo Michel Armand Alexis Jean Pansard